# Acaulis rosea
Acaulis rosea is een hydroïdpoliep uit de familie Acaulidae. De poliep komt uit het geslacht Acaulis. Acaulis rosea werd in 1878 voor het eerst wetenschappelijk beschreven door Verrill. 